# Max Oehler (Maler)
Max Oehler (* 14. September 1881 in Eisenach; † 17. September 1943 in Weimar) war ein Thüringer Kunstmaler, der zahlreiche Landschaftsbilder und Ansichten von historischen Gebäuden geschaffen hat. Er ist nicht zu verwechseln mit dem gleichnamigen Archivar des Nietzsche-Archivs, der ebenfalls in Weimar wirkte.

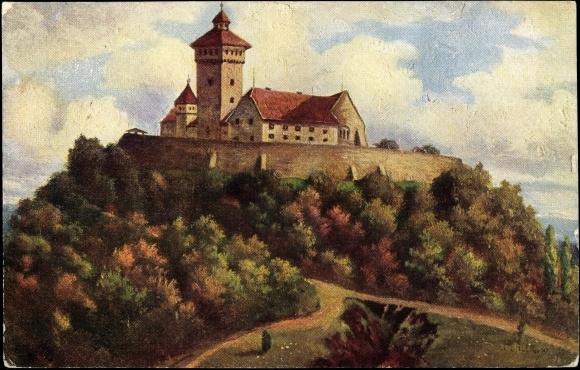
Die Wachsenburg

Seine Ausbildung erhielt er an der Großherzoglich-Sächsische Kunstschule Weimar u. a. in der Meisterklasse von Prof. Hans Olde. Mehr als 700 Werke Oehlers, vor allem Ölgemälde und Tuschezeichnungen, sind heute bekannt. Schätzungen gehen allerdings davon aus, dass er etwa 2000 künstlerische Arbeiten geschaffen hat. Oehler war dem Genre der Landschaftsmalerei besonders verpflichtet. 
- Birkenlandschaft, Ölgemälde, Privatbesitz, 110 × 80 cm.
- Blankenhain, um 1920, Ölgemälde, Privatbesitz, 100 × 80 cm.
- Blick auf die Kreuzburg bei Eisenach im Herbst, Ölgemälde, Privatbesitz, 37,5 × 47 cm.
- Blick auf Zella-Mehlis, Ölgemälde, Privatbesitz, 70 × 50 cm.
- Bodehaus in Weimar im Winter, Ölgemälde, Privatbesitz, 50 × 70 cm.
- Goethes Gartenhaus Sommer, Ölgemälde, Privatbesitz, 45 × 38 cm.
- Guter Kamerad, 1938, Tuschezeichnung, Privatbesitz.
- Jena-Saalestrand – Blick auf den Jenzig, 1937, Ölgemälde, Privatbesitz, 53 × 37 cm.
- Kornfeld, Ölgemälde, Privatbesitz, 90 × 65 cm.
- Reinhardsbrunn, Tuschezeichnung, Privatbesitz, 21 × 17 cm.
- Sächsische Schweiz, Ölgemälde, Privatbesitz, 40 × 35 cm.
- Sonnenlicht im Wald, 1920, Ölgemälde, Privatbesitz, 115,6 × 110,5 cm.
- Thüringer Wald, Ölgemälde, Privatbesitz, 35 × 30 cm.
- Winterlicher Park in Weimar, Ölgemälde, Privatbesitz, 69 × 55,5 cm.